# Кодале
Кодале (фр. Codalet) насеље је и општина у јужној Француској у региону Лангдок-Русијон, у департману Источни Пиринеји која припада префектури Прад.
По подацима из 2011. године у општини је живело 362 становника, а густина насељености је износила 130,22 становника/km². Општина се простире на површини од 2,78 km². Налази се на средњој надморској висини од 350 метара (максималној 680 m, а минималној 347 m).

## Демографија
| 1962. | 1968. | 1975. | 1982. | 1990. | 1999. | 2011. |
| ----- | ----- | ----- | ----- | ----- | ----- | ----- |
| 208   | 252   | 316   | 311   | 329   | 359   | 362   |

График промене броја становника у току последњих година